# الانتماء المدرسي

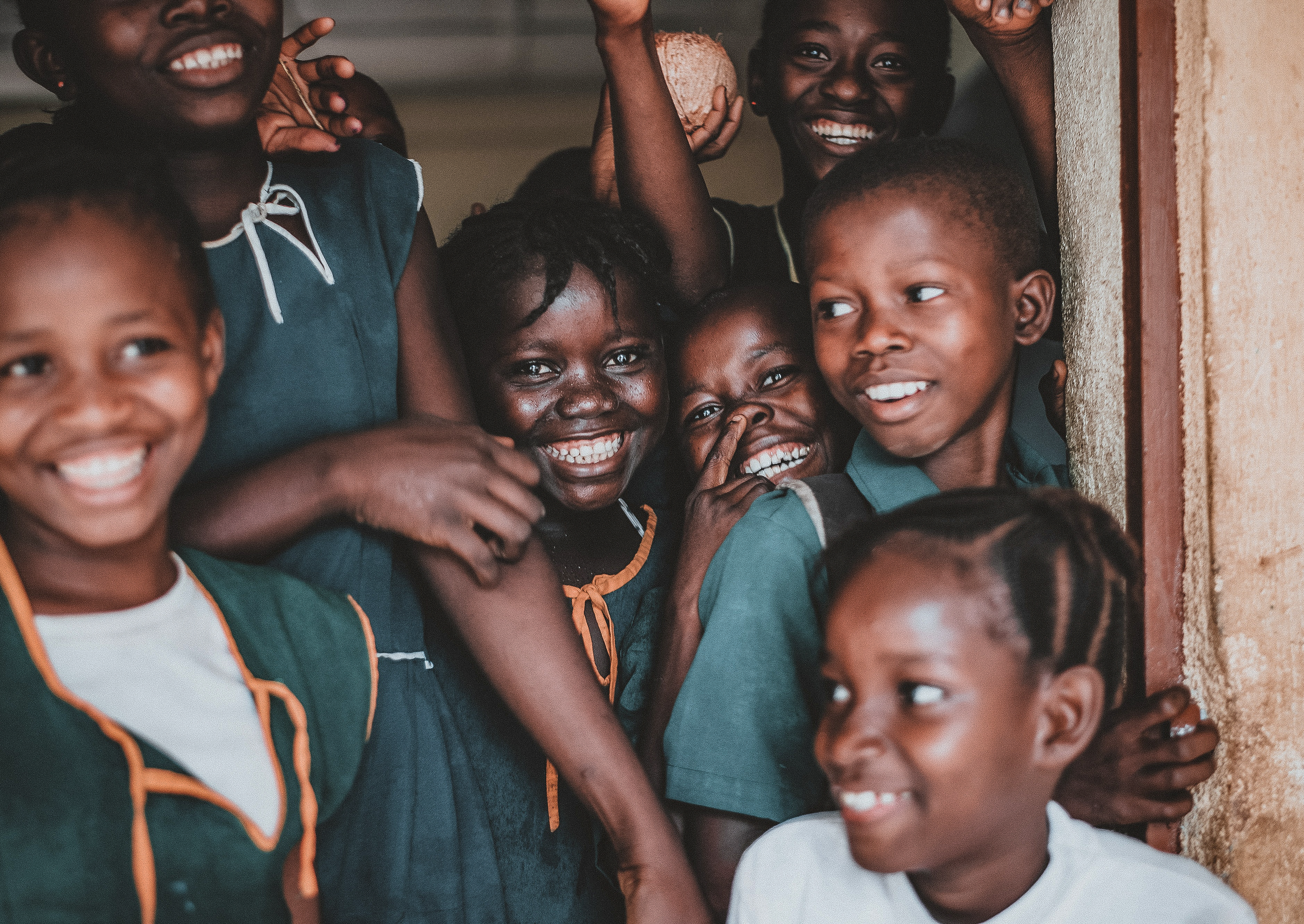
أطفال المدارس في نيجيريا

التعريف الأكثر شيوعا للإنتماء للمدرسي يأتي من المادة الأكاديمية عام 1993 من قبل الباحثتين كارول جودينو وكاثلين جرادي، واللتان تصفان الانتماء المدرسي على أنه «إلى أي مدى يشعر الطلاب بالقبول والاحترام والشمول وبدعم من قبل الآخرين في البيئة الاجتماعية المدرسية.»  يتضمن بناء الانتماء المدرسي الشعور بالارتباط والتعلق بالمدرسة. كما يشمل أيضًا المشاركة والانتماء إلى مجتمع المدرسة. وعلى العكس من ذلك، كثيرًا ما يوصف الطلاب الذين لا يشعرون بإحساس قوي بالانتماء داخل بيئتهم المدرسية بأنهم مغتربون أو مستاؤون. هناك عدد من المصطلحات في البحث التربوي يتم استخدامها بالتبادل مع الانتماء المدرسي، بما في ذلك الارتباط بالمدرسة، والتعلق بالمدرسة، والمشاركة المدرسية.
يتم تحديد الانتماء المدرسي من خلال عدد لا يحصى من العوامل، بما في ذلك التحصيل الأكاديمي والدافع والخصائص الشخصية والعلاقات الاجتماعية والخصائص الديموغرافية والمناخ المدرسي والمشاركة في الأنشطة اللاصفية. تشير الأبحاث إلى أن الانتماء المدرسي له آثاره الكبيرة على الطلاب حيث تم ربطه بالنتائج الأكاديمية والتكيف النفسي والرفاهية وتشكيل الهوية والصحة العقلية والصحة البدنية - فهو يعتبر جانبًا أساسيًا من جوانب نمو الطلاب. يعتبر الشعور بالانتماء إلى المدرسة أمرًا مهمًا بشكل خاص للمراهقين لأنهم يمرون بفترة انتقالية وتشكيل الهوية وقد وجدت الأبحاث أن الانتماء المدرسي يتراجع بشكل كبير خلال هذه الفترة.
الحس النفسي للشعور بعضوية المدرسة (PSSM) والذي تم تطويره في عام 1993، هو أحد التدابير التي اتخذت للتأكد من الدرجة التي يشعر بها الطلاب بالانتماء إلى المدرسة. يقيم الطلاب مدى موافقتهم أو عدم موافقتهم على العبارات مثل «يلاحظ الأشخاص هنا عندما أجيد شيئًا ما». في عام 2003، عقدت مراكز السيطرة على الأمراض والوقاية منها مؤتمرًا دوليًا حيث تم تطوير إعلان وينجسبريد حول الروابط المدرسية كمجموعة من التدابير لزيادة شعور الطلاب بالانتماء والتواصل مع بيئة مدرستهم.

## الانتشار والمسار
تشير الأبحاث إلى أن العديد من الطلاب يعانون من نقص في الشعور بالانتماء إلى المدرسة. يمتلك برنامج تقييم الطلاب الدوليين (PISA) دراسة عن الانتماء المدرسي والسخط لدى الطلاب في جميع أنحاء العالم منذ عام 2003. وتم إضافة تحديث على مجموعة من البيانات في عام 2018. شارك ما يقرب من 600000 طالب يمثلون 32 مليون طالب تتراوح أعمارهم بين 15 عامًا (تتراوح أعمارهم بين 15 عامًا و 3 أشهر و 16 عامًا وشهرين) من 79 دولة واقتصادًا في برنامج تقييم الطلبة الدوليين عام 2018. كشفت تحليلاتهم أن نسبة كبيرة من الطلاب حول العالم يفتقرون إلى مشاعر الانتماء القوية إلى المدرسة. في المتوسط شعر ثلث الطلاب الذين شملهم الاستطلاع أنهم لا ينتمون إلى مدرستهم. بالإضافة إلى ذلك، وجدوا أن واحدًا من كل خمسة طلاب يشعر وكأنه غريب في المدرسة وأن طالبًا واحدًا من كل ستة تقارير يشعر بالوحدة. في معظم أنظمة التعليم يشعر الطلاب الذين كانوا اجتماعيين واقتصاديين بانتمائهم إلى المدرسة بدرجة أقل. وفي المتوسط انخفض عدد الطلاب المنتمين إلى المدرسة بنسبة 2٪ بين عامي 2015 و 2018. ازداد عدد الطلاب الذين لا يشعرون بأنهم ينتمون إلى المدرسة منذ عام 2003، مما يشير إلى وجود تدهور اتجاه الانتماء المدرسي على مستوى العالم.
يميل الشعور بالانتماء المدرسي إلى الانخفاض كلما تقدم الطلاب في العمر كما هو موضح في العديد من الدراسات البحثية المختلفة. وفي إحدى الدراسات التي شملت طلابًا من أمريكا اللاتينية وآسيا وأوروبا، وجد الباحثان كاري جيلين اونيل وأندرو فوليني أنه في مرحلة الطفولة يبلغ الطلاب بشكل عام مستويات عالية من الانتماء المدرسي. ومع ذلك بمجرد انتقال الطلاب إلى المدرسة الإعدادية والمراهقة تنخفض بشكل ملحوظ تصوراتهم عن الانتماء المدرسي. وبالمثل وجدت دراسة منفصلة أن الانتماء المدرسي للطلاب انخفض عند الانتقال من المدرسة المتوسطة إلى الثانوية. كما أظهر هؤلاء الطلاب زيادة في أعراض الاكتئاب وتراجع الدعم الاجتماعي وهو ما يمكن اعتباره إما أسبابًا أو عواقب لتراجع الانتماء المدرسي. تم تكرار هذا الاتجاه في العديد من الدراسات الأخرى مما يشير إلى أن الانتماء المدرسي ينخفض بمجرد وصول الطلاب إلى سن المراهقة.

## العوامل المحددة
حدد التحليل البعدي لـ 51 دراسة (العدد = 67378) الذي أقامه ك.إيلين وزملاؤه (2018) أن هناك العديد من العوامل الفردية والاجتماعية التي تؤثر على الانتماء المدرسي. تشمل هذه المواضيع الأساسية العوامل الأكاديمية والخصائص الشخصية والعلاقات الاجتماعية والخصائص الديموغرافية، والمناخ المدرسي والأنشطة اللاصفية. بالنسبة للعديد من العوامل المحددة للانتماء المدرسي من المحتمل أن يكون لكل منهم علاقة متبادلة مع شعور الطالب بالانتماء. أي أنها تعمل كسوابق أو عواقب.

### العوامل الأكاديمية
لقد وثق البحث تأثير العوامل الأكاديمية (أي التحصيل، الدافع، الجدية، الاهتمام بالمدرسة) على انتماء الطلاب إلى المدرسة. تم تحديد التحصيل الأكاديمي أو مهارات الفرد وكفاءاته في المدرسة على أنه مؤشر جوهري على الانتماء المدرسي. على سبيل المثال، أظهر البحث أن متوسط درجات الطلاب وهو مقياس شائع للإنجاز الأكاديمي يرتبط ارتباطًا إيجابيًا بالانتماء المدرسي. هذا ما يعني أن الطلاب الحاصلين على معدل تراكمي أعلى لديهم مستويات أعلى من الانتماء المدرسي. ولقد أظهرت الدراسات أيضًا أن العديد من مقاييس الدافع الأكاديمي تعتبر من العوامل المحددة لانتماء الطلاب إلى المدرسة. يشمل الدافع الأكاديمي سلوكيات مثل إكمال الواجبات المنزلية وتحديد الأهداف وتوقع النجاح والجهد والمشاركة داخل الفصل الدراسي. وجدت كارول جودينو وكاثلين جرادي أن كل من هذه الفئات الفرعية للدوافع الأكاديمية تنبئ بشكل كبير بتصورات الطلاب عن الانتماء المدرسي. قامت الأبحاث الحديثة بتكرار هذه النتائج، مما يشير إلى أن الدافع الأكاديمي يلعب دورًا مهمًا في تنمية مشاعر الانتماء إلى المدرسة. بالإضافة إلى ذلك، فإن القيمة المتصورة للطلاب للمدرسة تؤثر على انتمائهم إلى المدرسة: عندما ينظرون إلى الواجبات والتعليم على أنها مفيدة وذات مغزى وقيمة، فمن المرجح أن يصلوا إلى إنتماء مدرسي عالي.

### الخصائص الشخصية
تشير الخصائص الشخصية إلى الصفات المميزة للطلاب والسمات والشخصية والعواطف والخواص، وقد تم تحديدها باستمرار على أنها عامل أساسي محدد للانتماء المدرسي. يمكن تصنيف الخصائص الشخصية على أنها إيجابية أو سلبية. ولقد ثبت أن الخصائص الشخصية الإيجابية مثل احترام الذات والكفاءة الذاتية والتأثير الإيجابي والتنظيم العاطفي الفعال تساعد في تعزيز شعور الطلاب بالانتماء إلى المدرسة. وجدت دراسة أجرتها اكسن ما أن تقدير الطلاب لذاتهم كان له التأثير الأكبر على انتمائهم للمدرسة مقارنة بجميع العوامل الشخصية الأخرى. وعلى العكس من ذلك، فإن الخصائص الشخصية السلبية مثل القلق وأعراض الاكتئاب والتوتر المتزايد والتأثير السلبي والأمراض العقلية يمكن أن تقلل من تصورات الطلاب عن الانتماء المدرسي. ومن الممكن أن يؤثر عدم الاستقرار العاطفي بشكل أكبر على الانتماء المدرسي من خلال التأثير سلبًا على تجارب الطلاب التعليمية.

### العلاقات الاجتماعية
تمكّن العلاقات الاجتماعية في تنمية شعور الطلاب بالانتماء داخل المدرسة. هناك ارتباطات إيجابية كبيرة بين الانتماء المدرسي والعلاقات الاجتماعية الإيجابية مع الأقران والمعلمين وأولياء الأمور. ويمكن أن يساعد الدعم والقبول والتشجيع من هذه المصادر الطلاب على تنمية شعورهم بالاتصال والتعرف على مدرستهم.

#### الأقران

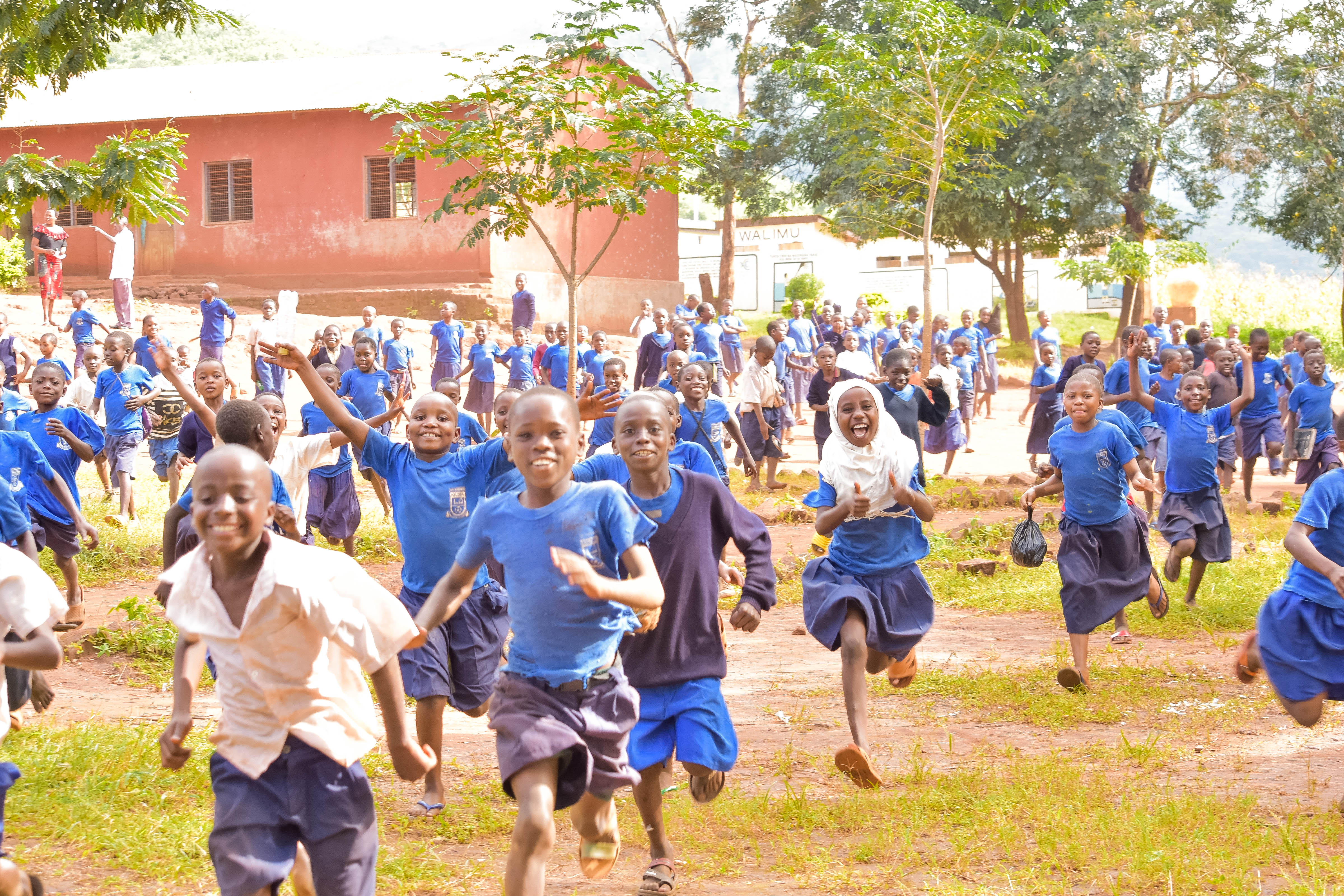
أطفال المدارس في مدرسة في تنزانيا

تم تحديد علاقات الأقران كمساهم مباشر في تنمية الانتماء المدرسي للطلاب. تتضمن العلاقات الاجتماعية الإيجابية مع الأقران مشاعر القبول والتواصل والتشجيع والدعم الأكاديمي والاجتماعي والثقة والقرب والاهتمام. يمكن لمثل هذه الصفات ضمن علاقات الأقران أن تسهل بشكل كبير شعور الطلاب بالانتماء إلى المدرسة. عندما يتم رفض الطلاب أو عدم دعمهم من قبل أقرانهم فقد يعانون من القلق والتوتر والعزلة. وهذا ما يغير تصوراتهم عن الانتماء المدرسي لأن البيئة المدرسية تبدو لهم الآن غير مرحبة ومزعجة مما يجعل من يصعب عليهم التعرف على بيئة المدرسة والتواصل معها.

#### الآباء
يمكن أن يكون للعلاقات مع الوالدين آثار كبيرة على شعور الطلاب بالانتماء إلى المدرسة بالنظر إلى أن الآباء عادة ما يهيئون العلاقات الاجتماعية الأولى للطلاب. تشمل العلاقات الأبوية الإيجابية الآباء الذين يقدمون الدعم الأكاديمي والاجتماعي والتواصل الصحي والتشجيع والرحمة والقبول والأمان. وقد ثبت أن هذه الصفات في العلاقات بين الوالدين والطفل تعزز شعور الطلاب بالانتماء إلى المدرسة من خلال التأثير على ارتباطهم المدرك ببيئتهم المدرسية.

#### المعلمون

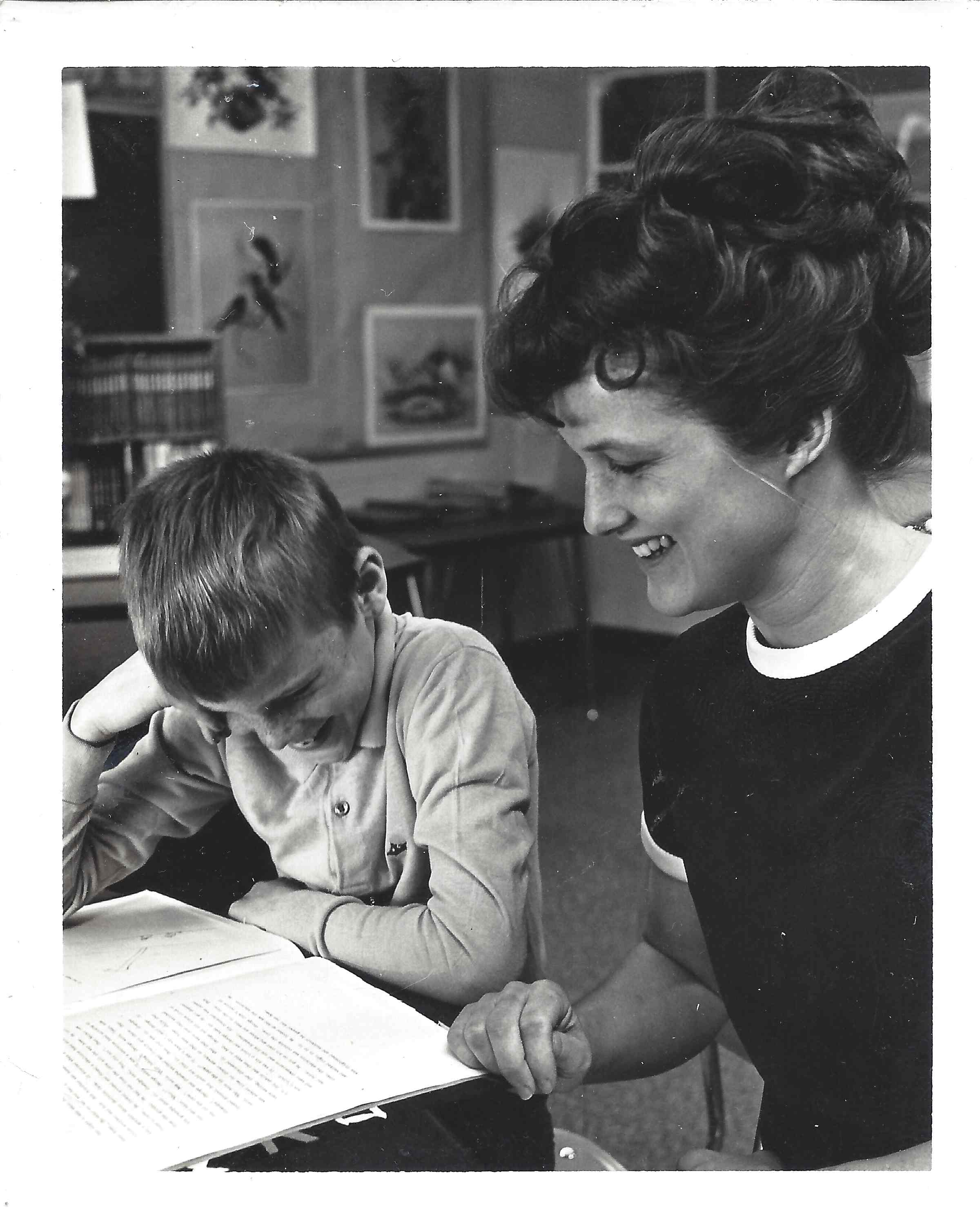
مدرسة وطالب ، لانسينغ ، ميشيغان ، 1960

تم تحديد المعلمين على أنهم مساهمون جديرون بالملاحظة في شعور الطلاب بالانتماء المدرسي. حددت العديد من الدراسات الأكاديمية دعم المعلم باعتباره أقوى مؤشر على الانتماء المدرسي مقارنة بدعم الأقران أو أولياء الأمور. يمكن للمدرسين المساعدة في غرس الانتماء المدرسي من خلال تطوير جو دراسي آمن وصحي في الصف وتوفير الدعم الأكاديمي والاجتماعي وتعزيز الاحترام بين الأقران ومعاملة الطلاب بإنصاف. يمكن للمدرسين أيضًا تعزيز مشاعر الانتماء المدرسي من خلال كونهم لطيفين وودودين وبذلهم جهد للتواصل مع طلابهم. مثل هذه الممارسات في التدريس تعزز من الانتماء المدرسي وتشمل صعوبات التعلم مشيدا على السلوكيات الإيجابية والأداء مما يسمح للطلاب بتطبيق الحكم الذاتي داخل الفصول الدراسية واستخدام الضغط الأكاديمي مثل عقد توقعات عالية من الطلاب.

### الخصائص الديموغرافية

#### الجنس
العلاقة بين الجنس والانتماء المدرسي غير حاسمة إلى حد كبير لأن الأبحاث أسفرت عن نتائج متضاربة. وجدت العديد من الدراسات اختلافات بين الجنسين في تصورات الانتماء المدرسي: تشير بعض الأبحاث إلى أن الإناث لديهن شعور أعلى بالانتماء إلى المدرسة مقارنة بالذكور،  بينما وجدت دراسات أخرى تأثيرًا معاكسًا وخلصت إلى أن الذكور ينتمون إلى المدرسة بشكل أعلى من الإناث. أظهرت أبحاث أخرى أن الانتماء المدرسي لا يتأثر على الإطلاق بالجنس.

#### السلالة والعرق
على غرار الجنس وجدت بعض الأبحاث أن تأثير السلالة والعرق على الانتماء المدرسي له علاقة كبيرة بين الاثنين، بينما ناقض بحث آخر هذه النتائج. على سبيل المثال، وجدت إحدى الدراسات أن الطلاب السود يعانون من مشاعر أقل بالانتماء المدرسي مقارنة بالطلاب البيض،  ومع ذلك فقد وجدت أبحاث أخرى النمط المعاكس  أو لم تجد أي تأثير كبير للعرق على الانتماء المدرسي على الإطلاق.

### الجو العام للمدرسة
يمكن أن يكون للجو العام للمدرسة عواقب وخيمة على الطلاب الذين يشعرون بأنهم ينتمون إلى المدرسة. يشير الجو العام للمدرسة بشكل عام إلى المشاعر المرتبطة ببيئة المدرسة وجودتها؛ وله أبعاد مادية (مثل ملاءمة المباني)، واجتماعية (مثل العلاقات الشخصية)، وأبعاد أكاديمية (مثل جودة التدريس). يؤثر الجو العام للمدرسة على الانتماء المدرسي من خلال دعمها (أو عدم دعمها) لمشاعر الطلاب المتعلقة بالارتباط والتعلق بمدرستهم. أحد الجوانب المهمة للجو العام للمدرسة هو السلامة المدرسية وهو مدى شعور الطلاب بالأمان في المدرسة. ويشمل متغيرات مثل سياسات السلامة في المدرسة وتطبيق الانضباط وانتشار التنمر والإنصاف. تعتبر السلامة المدرسية عاملاً هامًا في تحديد الانتماء المدرسي. ترتبط التصورات الأعلى للسلامة المدرسية بامتلاك الطلاب لمشاعر أكبر للانتماء المدرسي.

### نشاطات خارجية

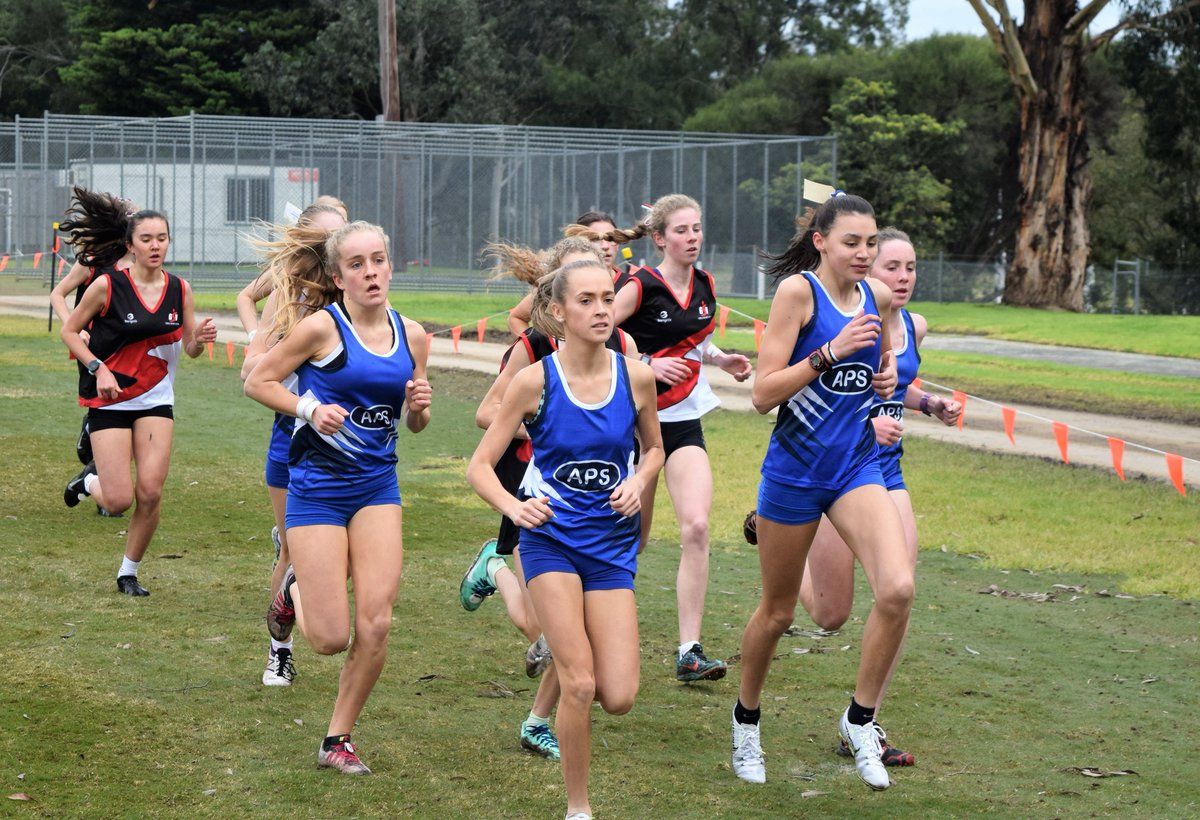
2016 ممثلات الفتيات عبر الريف ، الذي عقد في مدرسة يارا فالي جرامر، فيكتوريا ، أستراليا.

أظهرت الأبحاث أن المشاركة في الأنشطة اللاصفية يمكن أن تؤثر بشكل إيجابي على تصورات الطلاب للانتماء إلى المدرسة. على سبيل المثال، وجدت الباحثتان كيسي نيفسيند وساندرا غراهام أن الطلاب الذين شاركوا في نشاطين لاصفيين أظهروا مشاعر أكبر للانتماء للمدرسة مقارنة بالطلاب الذين شاركوا في أقل من اثنين. كررت دراسات أخرى هذه العلاقة مسلطة الضوء على أهمية المشاركة في الأنشطة اللاصفية لتطوير الانتماء المدرسي. قد تؤثر الأنشطة اللاصفية على الانتماء المدرسي من خلال توفير تفاعلات تعاونية وطويلة المدى بين الطلاب وأقرانهم.

## منظور اجتماعي بيئي

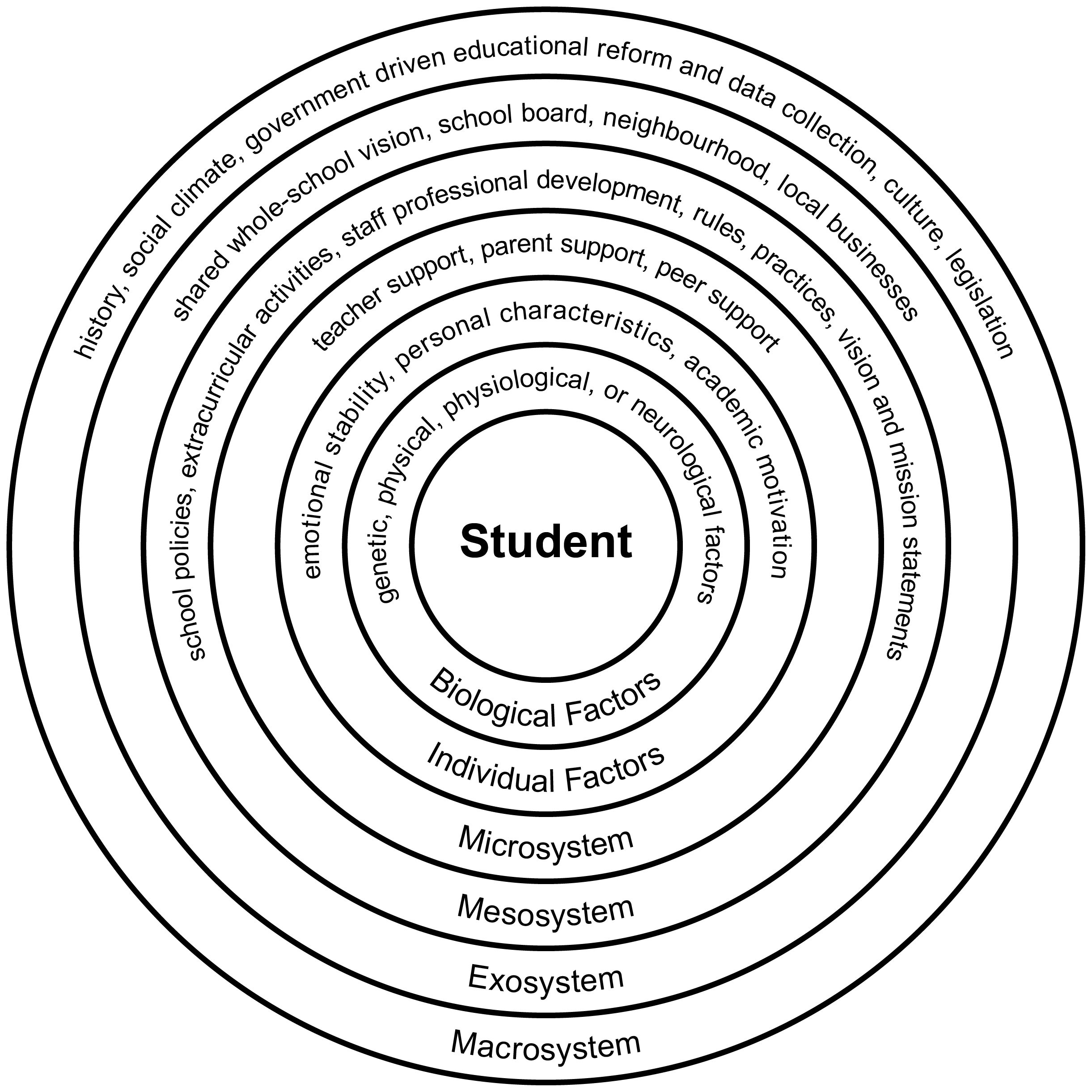
النموذج الاجتماعي البيئي للانتماء المدرسي أنشئها كل من كيلي آن ألين وديان فيلا برودريك وليا ووترز ، 2016.

يمكن تصور العوامل المحددة العديدة للانتماء المدرسي في نموذج اجتماعي - بيئي. النموذج الاجتماعي البيئي للانتماء المدرسي الذي طورته ألين وزميلاها (2016)، مقتبس من نظرية النظم الاجتماعية والبيئية لـ (بروفينبرنرز 1979)  يستخدم لوصف النظام المدرسي ككل والمؤثرات المتعددة والديناميكية للانتماء المدرسي. النموذج يصور الطلاب في مركز بيئتهم المدرسية. وتصف الدوائر الداخلية الخصائص البيولوجية والفردية التي تؤثر على الانتماء المدرسي. وتشمل هذه العوامل السمات البيولوجية والخصائص الشخصية مثل الاستقرار العاطفي والدافع الأكاديمي. يتم تمثيل النظام المصغر من خلال العلاقات مع الآخرين، وتحديداً المعلمين والأقران والآباء. يمثل النظام الوسيط سياسة المدرسة والممارسات التي تحدث في العمليات اليومية للمدرسة ويمثل النظام الخارجي مستوى أوسع قد يشمل مجتمع المدرسة الأوسع. ويصف النظام الكلي السياق الثقافي للمدرسة الذي قد يتأثر بمكان وجود المدرسة جغرافيًا والمناخ الاجتماعي الخارجي وعوامل أخرى مثل التاريخ والتشريعات والأولويات التي تحركها الحكومة.

## الآثار

### الصحة النفسية والتكيف
الانتماء المدرسي له آثار عديدة على الصحة النفسية للطلاب وتكيفهم مع البيئة المدرسية. أظهرت الأبحاث أنه عندما يشعر الطلاب بإحساس أكبر بالانتماء المدرسي تتحسن صحتهم العقلية ورفاههم: يظهرون مستويات أعلى من الاستقرار العاطفي وانخفاض مستويات الاكتئاب  وانخفاض في الإجهاد  وزيادة في المشاعر الإيجابية مثل السعادة والفخر. كما تبين أن مشاعر الانتماء المدرسي تظهر مشاعر احترام الذات  ومفهوم الذات، وقيمة الذات. الطلاب الذين يمتلكون الانتماء المدرسي يختبرون أيضًا تحولات حياة أكثر إيجابية والتي يمكن أن يكون لها آثار مهمة على الصحة النفسية والتكيف.
من ناحية أخرى، فإن الطلاب الذين لا يملكون إحساسًا قويًا بالانتماء المدرسي معرضون لخطر عدد من النتائج السلبية على الصحة النفسية والعقلية. الطلاب الذين يفتقرون إلى الشعور بالانتماء في المدرسة هم أكثر عرضة بشكل ملحوظ للإصابة بالقلق والاكتئاب والتأثير السلبي والتفكير في الانتحار والإصابة بالأمراض العقلية بشكل عام. قد يزيد أيضًا من شعورهم بالرفض الاجتماعي والاغتراب.

### التطوير الأكاديمي والنتائج

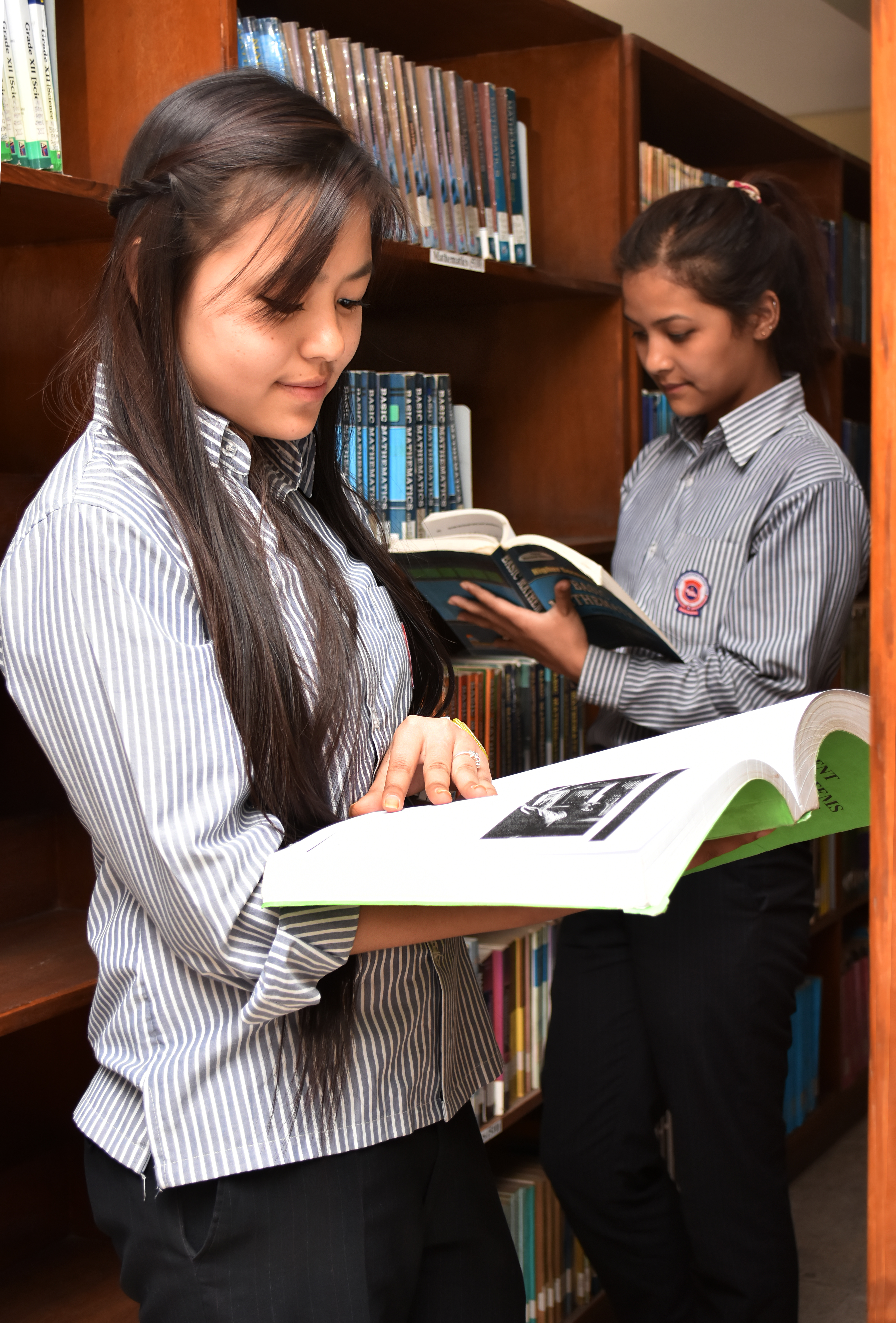
طالبان من أكاديمية اكسفاير في نيبال يدرسان في المكتبة 2016.

يمكن أن يكون لمشاعر الانتماء المدرسي تأثير كبير على التطور الأكاديمي والنتائج للطلاب. يرتبط الانتماء المدرسي بتوقع الطلاب للنجاح والجهد في المدرسة والقيمة المتصورة للمدرسة والتعليم. لقد ثبت أن زيادة الشعور بالانتماء المدرسي يزيد من الانخراط والمشاركة داخل المدرسة وداخل الأنشطة اللاصفية. وبالمثل يرتبط الانتماء المدرسي بالتزام أكبر تجاه المدرسة. وقد ثبت أيضًا أن المشاعر القوية للانتماء المدرسي تعمل على تحسين الأداء الأكاديمي الإجمالي والإنجاز كما يتضح من الزيادات في متوسط المعدل . يمكن للشعور بالانتماء المدرسي أيضًا تحسين الكفاءة الذاتية الأكاديمية أو بعبارة أخرى إيمان الطلاب بقدرتهم على النجاح في المدرسة.
اقترحت الأبحاث أن الانتماء المدرسي يمكن أن يخفف أيضًا من ارتفاع النتائج الأكاديمية السلبية. ترتبط المشاعر المتزايدة بالانتماء المدرسي بانخفاض سوء السلوك وسوء التصرف، مثل القتال والبلطجة والتخريب. فإنه يمكن تحسين نسبة الحضور في المدارس عن طريق الحد من وتيرة التغيب عن الواجبات والتغيب عن الحضور . إن الانتماء المدرسي يقلل أيضًا من احتمالية انسحاب الطلاب من المدرسة وبالتالي تحسين معدلات إتمام مراحل المدرسة. وعلى العكس من ذلك، فإن الطلاب الذين يفتقرون إلى الشعور بالانتماء المدرسي يكونون أكثر عرضة لخطر الابتعاد عن المدرسة وربما الانسحاب.

### الصحة الجسدية
الانتماء المدرسي له آثار عديدة على الصحة البدنية للطلاب. الطلاب الذين ظهرت عليهم مشاعر الانتماء المدرسي يظهرون انخفاضًا في خطر الإصابة بالسكتة الدماغية أو المرض  يرتبط الانتماء المدرسي أيضًا بانخفاض معدلات وفيات الطلاب. بالإضافة إلى ذلك، فإن التصورات المتعلقة بالانتماء المدرسي لها علاقة عكسية كبيرة مع السلوكيات الخطرة، بما في ذلك تعاطي المخدرات والتبغ والاستغلال الجنسي المبكر. بمعنى آخر، الطلاب الذين لديهم مستويات أعلى من الانتماء المدرسي هم أقل عرضة للانخراط في السلوكيات الخطرة.

## تدابير
هناك عدد من الإجراءات المستخدمة لتقييم الانتماء المدرسي. تشمل التدابير الأكثر استخدامًا ما يلي:

### الحس النفسي للانتماء المدرسي
المقياس الأكثر شيوعًا للانتماء المدرسي هو مقياس الحس النفسي لانتماء المدرسي والذي طورته كارول جودينو في عام 1993. يقيس هذا المقياس مشاعر الطلاب بالانتماء والانتساب داخل بيئة المدرسة من خلال جعل الطلاب يستجيبون لـ 18 عنصرًا فيما يتعلق بمشاعرهم الشخصية وتجاربهم داخل المدرسة. تم تصميمه ليتم استخدامه مع الطلاب من جميع الأعمار والجنسيات. يجيب الطلاب على العناصر على مقياس يتراوح من 1 إلى 5، حيث يشير 1 إلى «ليس صحيحًا على الإطلاق» و 5 يشير إلى «صحيح تمامًا» . تهدف العناصر إلى قياس تصورات الطلاب للقبول والدعم الأكاديمي والاجتماعي والقيمة والرضا في علاقاتهم الاجتماعية في المدرسة. فيما يلي بعض الأمثلة على العناصر التي يستجيب لها الطلاب: «يلاحظ الناس هنا عندما أجيد شيئًا ما»، «يأخذ الطلاب الآخرون آرائي على محمل الجد»، و «أشعر أنني جزء حقيقي من هذه المدرسة». لقد وجدت الأبحاث أن مقياس الحس النفسي للانتماء المدرسي لديه صلاحية وموثوقية عالية، مما يدل على وضعها كمقياس قيم وعملي للانتماء المدرسي.

### مقياس همنغواي لترابط المراهقين
تم إنشاء مقياس همنغواي لترابط المراهقين بواسطة مايكل كارشر في عام 1999، وقد تم استخدامه في البحث كمقياس للمدرسة وخاص بالمراهقين على وجه التحديد. يحتوي على 74 عنصرًا بمقياس يتراوح من 1 (غير صحيح على الإطلاق) إلى 5 (صحيح جدًا). يقوم بفحص تصورات المراهقين عن الترابط، أو بعبارة أخرى مشاركتهم وتقييم كل من الدعم الاجتماعي المحدد والعام الذي يتلقونه عبر ثلاث فئات فرعية: الترابط الاجتماعي والترابط الأكاديمي والترابط الأسري. يقيس مكون الترابط الاجتماعي شعور المراهقين بالارتباط مع أصدقائهم وجيرانهم ونفسهم. يقيم الترابط الأكاديمي إحساس المراهقين بالارتباط بمدرستهم ومعلميهم وأقرانهم ونفسهم الأكاديمية. أخيرًا، يُقيِّم مكون الترابط الأسري شعور المراهقين بالارتباط بوالديهم وإخوتهم ودينهم وأسلافهم. تشمل العناصر التي تقيس الانتماء للمدرسة على وجه التحديد: «أشعر بالرضا تجاه نفسي عندما أكون في المدرسة»، «أتوافق جيدًا مع الطلاب الآخرين في فصلي» و «أنا أستمتع بالتواجد في المدرسة.» وُجد أن هذا المقياس قابل للتعميم على المراهقين في جميع أنحاء العالم.

### مقياس الارتباط بالمدرسة
أنشأ جيل هندريكسون لومير وستيفن دبليو لي مقياس الارتباط بالمدرسة في عام 2011 لتقييم علاقات الطلاب بين الأقران والبالغين والمدرسة ضمن ثلاث فئات متميزة: الدعم العام (الانتماء)، والدعم المحدد (الارتباط)، والمشاركة (الترابط). يتضمن المقياس 54 عنصر تقرير ذاتي معروضة على مقياس يتراوح من 1 إلى 5، حيث يمثل 1 «غير صحيح على الإطلاق» ويمثل 5 «صحيح تمامًا». تتضمن بعض العناصر «الطلاب في مدرستي يساعدون بعضهم البعض»، و «أنا منخرط بشدة في الأنشطة في مدرستي، مثل النوادي أو الفرق»، و «يهتم المعلمون في مدرستي بطلابهم»، و «أحب قضاء الوقت مع زملائي في الفصل». أظهر مقياس الارتباط بالمدرسة إمكانية التعميم للطلاب من مجموعات سكانية متنوعة، بما في ذلك الأعمار والأعراق المختلفة.

### أداة المشاركة المدرسية
تم تصميم أداة المشاركة المدرسية بواسطة جيمس أبيلتون وساندرا كريستونسون ودونجين كيم وإيمي ريشلي في عام 2006 وهي تستخدم بشكل شائع لقياس تصورات الانتماء المدرسي. تتضمن 35 عنصرًا على مقياس من أربع نقاط يتراوح من أوافق بشدة إلى لا أوافق بشدة والتي تقيس المشاركة المعرفية والعاطفية للطلاب داخل البيئة المدرسية. يتم تصنيف العناصر إلى ستة مجالات فرعية: «الأهداف والتطلعات المستقبلية والتحكم في العمل المدرسي وأهميته والتحفيز الخارجي ودعم الأسرة للتعلم ودعم الأقران للتعلم والعلاقات بين المعلم والطالب». تتضمن عناصر أداة المشاركة المدرسية ما يلي: «بشكل عام، المعلمون منفتحون وصادقون معي»، «الطلاب في مدرستي متواجدون من أجلي عندما أحتاج إليهم»، «عندما أواجه مشكلات في المدرسة، تهتم عائلتي لمعرفة ذلك» و«ما أتعلمه في فصولي سيكون مهمًا لمستقبلي .»

## الآثار المترتبة على الممارسة
في عام 2003، عقدت مراكز السيطرة على الأمراض والوقاية منها (CDC) اتفاقية دولية لتطوير تكتيكات لتعزيز تصورات الطلاب عن الانتماء المدرسي. لقد طوروا إعلان وينغسبريد بشأن الروابط المدرسية والذي حدد الاستراتيجيات التالية لزيادة انتماء الطلاب إلى مدارسهم وارتباطهم بها:
1. تنفيذ معايير عالية، وتقديم الدعم الأكاديمي لجميع الطلاب.
2. تطبيق سياسات تأديبية عادلة ومتسقة يتم الاتفاق عليها بشكل جماعي ويتم تطبيقها بشكل عادل.
3. بناء علاقات ثقة بين الطلاب والمعلمين والموظفين والإداريين والعائلات.
4. توظيف ودعم مدرسين مؤهلين ماهرين في محتوى التدريس وتقنيات التدريس وإدارة الفصول الدراسية لتلبية احتياجات كل متعلم.
5. تعزيز توقعات الوالدين / الأسرة العالية للأداء المدرسي وإتمام مراحل المدرسة.
6. التأكد من أن كل طالب يشعر بأنه مقرب من شخص بالغ داعم واحد على الأقل في المدرسة.

- «إعلان وينغزسبريد عن الروابط المدرسية»، مجلة الصحة المدرسية 
قام مركز السيطرة على الأمراض لاحقًا بتطوير عمل إعلان وينغزبريد في عام 2009 من خلال إجراء مراجعة شاملة ومنهجية للانتماء المدرسي والترابط باستخدام مصادر من باحثين خبراء والحكومة والمعلمين وغير ذلك. أنتج هذا العمل أربع استراتيجيات إضافية لتعزيز إدراك الطلاب للانتماء داخل المدرسة:
1. دعم الكبار: يمكن لموظفي المدرسة تكريس وقتهم واهتمامهم ودعمهم العاطفي للطلاب.
2. الانتماء إلى مجموعة أقران إيجابية: يمكن لشبكة مستقرة من الأقران تحسين تصورات الطلاب عن المدرسة.
3. الالتزام بالتعليم: الإيمان بأن المدرسة مهمة لمستقبلهم وإدراك أن البالغين في المدرسة يستثمرون في تعليمهم يمكن أن يساعد الطلاب في التعلم الذاتي والمشاركة في الأنشطة المدرسية.
4. البيئة المدرسية: يمكن للبيئة المادية والجو النفسي الاجتماعي أن يمهدا الطريق لتصورات الطلاب الإيجابية عن المدرسة.

- «الترابط المدرسي: استراتيجيات لزيادة عوامل الحماية بين الشباب»، مراكز السيطرة على الأمراض والوقاية منها 

### الآثار المترتبة على مستوى الطالب للممارسة
قد تؤدي التدخلات على مستوى الطلاب أيضًا إلى زيادة الشعور بالانتماء المدرسي. أشارت الأبحاث إلى أن فرص التعلم الاجتماعي والعاطفي قد تزيد أيضًا من الشعور بالانتماء للمدرسة لدى الطلاب. يمكن تعليم العديد من الخصائص الفردية التي تعزز شعور الطالب بالانتماء وبالتالي توفر آلية وقائية لدعم شعورهم بالانتماء إلى المدرسة. على سبيل المثال تشير الأبحاث إلى أن تدريس التنظيم العاطفي ومهارات التأقلم ومهارات التعامل مع الآخرين والمهارات المتعلقة بالدوافع الأكاديمية تبشر بدعم إحساس الطلاب بالانتماء المدرسي.

## روابط خارجية
- عُثِر على مقاييس الانتماء المدرسي في المختبر الدولي لبحوث الانتماء .